# 芒廷帕斯 (加利福尼亞州)
芒廷帕斯（英語：Mountain Pass），又譯帕斯山，是位於美國加利福尼亞州聖貝納迪諾縣的一個非建制地區。該地的面積和人口皆未知。
該地最出名的地方是芒廷帕斯礦場，該礦場是美國國內唯一的稀土礦場，美國國防部參與了投資，以減輕美國在稀土礦物方面對中國的依賴。

## 地理
芒廷帕斯的座標為35°28′13″N 115°32′42″W / 35.47028°N 115.54500°W，而該地的平均海拔高度為1441米（即4728英尺）。